# Bíblia de família

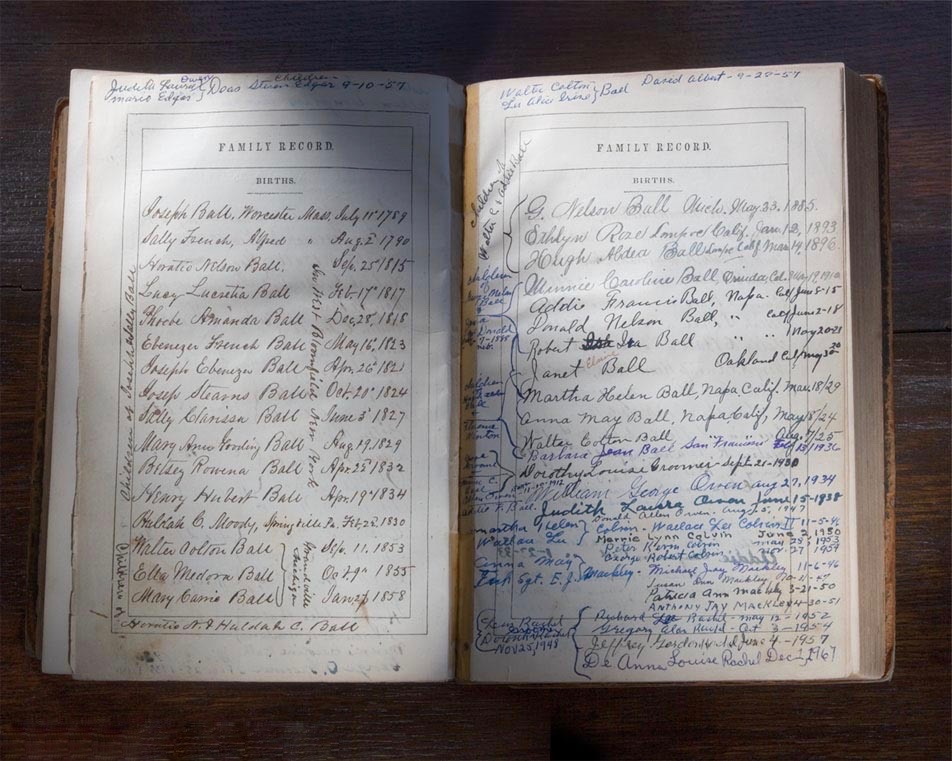
Exemple d'una bíblia de família.

Una bíblia de família és una bíblia transmesa per una família, amb cada generació successiva registrant informació sobre la història de la família en el seu interior. En general, aquesta informació inclou naixements, defuncions, baptismes, confirmacions i matrimonis. Altres coses, com cartes, retalls de premsa, i fotografies, també es poden trobar en una bíblia familiar. En el Regne Unit van ser comuns durant l'època victoriana, i també ho van ser en els Estats Units, Austràlia, i Nova Zelanda. Sovint es fan servir com a fonts de recerca genealògica.